# Dommartin-lès-Toul
Dommartin-lès-Toul é uma comuna francesa na região administrativa de Grande Leste, no departamento de Meurthe-et-Moselle. Estende-se por uma área de 6,87 km². Em 2010 a comuna tinha 1 999 habitantes (densidade: 291 hab./km²).